# Bulle (Szwajcaria)
Bulle (frp. Bulo; hist. Boll) – miasto i gmina (fr. commune; niem. Gemeinde) w zachodniej Szwajcarii, w kantonie Fryburg, siedziba administracyjna okręgu Gruyère. Leży ok. 3 km na zachód od jeziora Lac de la Gruyère. 31 grudnia 2022 roku miasto liczyło 25 722 mieszkańców. 1 stycznia 2006 do miasta przyłączono gminę La Tour-de-Trême.
Przeważająca część mieszkańców (85,5%) jest francuskojęzyczna.

## Historia
Najstarsza wzmianka o mieście, zwanego ówcześnie Butulum, pochodzi z 855 roku.

## Transport
Przez teren miasta przebiegają autostrada A12 oraz drogi główne nr 12, nr 189 i nr 190. 